# 4 x 100 meter frisim för damer i simning vid olympiska sommarspelen 2004
Sammanställda resultaten för 4 gånger 100 meter frisim, damer vid de Olympiska sommarspelen 2004.

## Rekord
| Tidigare världsrekord             | Tyskland   | Berlin, Tyskland   | 3.36,00 | 29 juli 2002      |
| Tidigare olympiskt rekord         | USA        | Sydney, Australien | 3.36,61 | 16 september 2000 |
| Nytt världs- och olympiskt rekord | Australien | Aten, Grekland     | 3.35,94 | 14 augusti 2004   |

## Medaljörer
| Guld:                                                           | Silver:                                                         | Brons:                                                                  |
| Australien Alice Mills Lisbeth Lenton Petria Thomas Jodie Henry | USA Kara Lynn Joyce Natalie Coughlin Amanda Weir Jenny Thompson | Nederländerna Chantal Groot Inge Dekker Marleen Veldhuis Inge de Bruijn |

## Resultat
Från de 2 kvalheaten gick de 8 snabbaste vidare till final.
Alla tider visas i minuter och sekunder.

Q kvalificerad till nästa omgång

DNS startade inte.

DSQ markerar diskvalificerad eller utesluten.

### Kval

#### Heat 1
1. Tyskland (Petra Dallmann, Britta Steffen, Daniela Götz, Antje Buschschulte), 3.41,19 Q
2. Storbritannien (Alison Sheppard, Kathryn Evans, Karen Pickering, Melanie Marshall), 3.41,96 Q
3. Frankrike (Solenne Figues, Celine Couderc, Aurore Mongel, Malia Metella), 3.42,42 Q
4. Kina, (Jiaru Cheng, Yanwei Xu, Yingwen Zhu, Yu Yang) 3.42,84 Q
5. Sydkorea (So-Eun Sun, Yoon-Ji Ryu, Min-Ji Shim, Hyun-Ju Kim), 3.44,84
6. Italien (Cecilia Vianini, Cristina Chiuso, Sara Parise, Federica Pellegrini), 3.44,88
7. Tjeckien (Jana Myskova, Petra Klosova, Ilona Hlavackova, Sandra Kazikova), 3.46,83
8. Spanien (Tatiana Rouba, Ana Belen Palomo, Laura Roca, Melissa Caballero), 3.47,47

#### Heat 2
1. Australia (Alice Mills, Lisbeth Lenton, Sarah Ryan, Jodie Henry), 3.38,26  Q Oceanienrekord
2. USA (Amanda Weir, Colleen Lanne, Lindsay Benko, Maritza Correia), 3.39,46 Q
3. Nederländerna  (Inge Dekker, Annabel Kosten, Marleen Veldhuis, Chantal Groot), 3.39,93 Q
4. Sverige (Josefin Lillhage, Cathrin Carlzon, Therese Alshammar, Johanna Sjöberg), 3.41,51 Q
5. Vitryssland (Hanna Sjtjerba, Marija Sjtjerba, Irina Niafedava, Sviatlana Chachlova), 3.45,38
6. Brasilien (Rebeca Gusmao, Tatiana Lima, Renata Burgos, Flavia Cazziolato), 3.45,38
7. Schweiz, (Dominique Diezi, Marjorie Sagne, Seraina Pruente, Nicole Zahnd), 3.48,61
8. Grekland (Nery Mantey Niangkouara, Zoi Dimoschaki, Martha Matsa, Eleni Kosti), DSQ

### Final
1. Australien  (Alice Mills, Lisbeth Lenton, Petria Thomas, Jodie Henry), 3.35,94 Världsrekord och Olympiskt rekord
2. USA (Kara Lynn Joyce, Natalie Coughlin, Amanda Weir, Jenny Thompson), 3.36,39 Amerikanskt rekord
3. Nederländerna (Chantal Groot, Inge Dekker, Marleen Veldhuis, Inge de Bruijn), 3.37,59
4. Tyskland (Antje Buschschulte, Petra Dallmann, Daniela Götz, Franziska van Almsick), 3.37,94
5. Frankrike (Solenne Figues, Celine Couderc, Aurore Mongel, Malia Metella), 3.40,23
6. Storbritannien  (Melanie Marshall, Kathryn Evans, Karen Pickering, Lisa Chapman), 3.40,82
7. Sverige (Josefin Lillhage, Johanna Sjöberg, Therese Alshammar, Anna-Karin Kammerling), 3.41,22
8. Kina (Jiaru Cheng, Yanwei Xu, Yu Yang, Yingwen Zhu), 3.42,90

## Tidigare vinnare

### OS
- 1896 – 1908: Ingen tävling
- 1912 i Stockholm: Storbritannien – 5.52,8
- 1920 i Antwerpen: USA – 5.11,6
- 1924 i Paris: USA – 4.58,8
- 1928 i Amsterdam: USA – 4.47,6
- 1932 i Los Angeles: USA – 4.38,0
- 1936 i Berlin: Nederländerna – 4.36,0
- 1948 i London: USA – 4.29,2
- 1952 i Helsingfors: Ungern – 4.24,4
- 1956 i Melbourne: Australien – 4.17,1
- 1960 i Rom: USA – 4.08,9
- 1964 i Tokyo: USA – 4.03,8
- 1968 i Mexico City: USA – 4.02,5
- 1972 i München: USA – 3.55,19
- 1976 i Montréal: USA – 3.44,82
- 1980 i Moskva: DDR – 3.42,71
- 1984 i Los Angeles: USA – 3.43,43
- 1988 i Seoul: DDR – 3.40,63
- 1992 i Barcelona: USA – 3.39,46
- 1996 i Atlanta: USA – 3.29,29
- 2000 i Sydney: USA – 3.36,61

### VM
- 1973 i Belgrad: DDR – 3.52,45
- 1975 i Cali, Colombia:DDR – 3.49,37
- 1978 i Berlin: USA – 3.43,43
- 1982 i Guayaquil, Ecuador: DDR – 3.43,97
- 1986 i Madrid: DDR – 3.40,57
- 1991 i Perth: USA – 3.43,26
- 1994 i Rom: Kina – 3.37,91
- 1998 i Perth: USA – 3.42,11
- 2001 i Fukuoka, Japan: Tyskland – 3.39,58
- 2003 i Barcelona: USA – 3.38,09